# Морални поремећај
Морални поремећај (енгл. Moral Disorder) јесте збирка приповедака канадске списатељице Маргарет Атвуд из 2006. године. Дело је 2009. преведено на српски језик.
Књига бележи скривене боли проблематичне канадске породице током 60 година. Све приповетке имају исти женски главни лик који је приказан у различитим раздобљима свог живота. Једино је последња приповетка аутобиографска прича.
Атвуд је за наслов своје књиге позајмила наслов истоименог недовршеног романа Грема Гибсона након што је 1996. одлучио престати да пише романе.

## Радња прича

### Лоше вести
Женски лик се осврће на јутарње навике свог мужа и ње саме. Јури у спаваћу собу да јој саопшти вест из новина. Жељан је да подели терет. Али радије би чекала до доручка. Њихово понашање се усталило у шаблонима. Она осећа да само чекају време када ће њихов свет почети да се урушава. Сећајући се одмора у Глануму, она их замишља као старе Римљане, који за доручком разговарају о лошим вестима о инвазијама варвара.

### Уметност кувања и послуживања
Девојчица има 11 година, а њена мајка је трудна са другим дететом. Девојчица се труди да разуме шта њена мајка доживљава и негодује због недостатка доприноса домаћинства током целе трудноће. Млада девојка марљиво ради како би завршила све кућне послове, као и плетење одеће за бебу. Са рођењем бебе, девојчица почиње да се буни против мајчиних жеља, успевајући да јој се оствари жеља- да стекне више слободе.

### Коњаник без главе
У садашњости, главна јунакиња и њена сестра разговарају о прошлости док се возе у посету мајци чије здравље је лоше. Причају о својој младости. Када је старија сестра имала тринаест година, а беба је имала две године, направила је костим коњаника без главе за Ноћ вештица. Касније је сестра укључила одсечену главу у своје игре. Увек је била веома осетљива и упечатљива, приближавајући се, у тинејџерским годинама, самоубилачким мислима.

### Моја последња војвоткиња
Пре завршног испита у средњој школи учи са својим дечком Билом. Посебно анализирају песму Моја последња војвоткиња Роберта Браунинга. То је монолог војводе од Фераре који имплицира да је он можда убио своју младу жену зато што се „превише смејала“. Бил, чији је таленат алгебра и егзактне науке, не може да разуме песму. Главна јунакиња се труди да му то објасни, али открива да и њу саму прогањају питања. Њена прва површна еротска искуства супротстављају се тамној страни коју песма наговештава. Она и Бил на крају раскину јер је он оптужује да брани војводу. Има истине у оптужби, пошто она сматра да је војвоткиња "глупа зечица".

### Друго место
Као млада одрасла особа, главна јунакиња много путује, идући од посла до посла као нека врста интелектуалног номада. За то време њени пријатељи се скрасе и имају породицу. Пита се да ли ће увек бити сама и лутати или ће се на крају скрасити. Чак и када се догоди сексуална револуција и понашање попут њеног постане уобичајено, она се осећа другачије јер има озбиљност коју други не показују. Својевремено је имала стан у Ванкуверу и сличан усамљени пријатељ често долази у посету. Прича јој о томе када су га његова три брата умало убила у окрутној шали закључавши га у ледари. Касније се удаје за Тига и живи сталоженим животом о коме је размишљала. Али често сања да је у стану сличном оном који је имала у Ванкуверу и да зна да је дете закључано и умире у једној од соба. Пита се да ли место у њеном сну представља прошлост или је место у њеној будућности.

### Монопол
У овој причи нарација прелази у треће лице. Сазнајемо да се главна јунакиња зове Нел. Она је слободна уредница и добија посао помажући ауторки Уни да напише књигу за самопомоћ за жене. У тренутку поверења, Уна каже Нел да је њен брак са Тигом у кризи и да остају заједно само за добробит своја два сина. Имају либералне сексуалне ставове и Уна бира Нел за Тигову љубавницу. Касније се Тиг исељава из брака и изнајмљује фарму. Нел иде у посету, али јој није дозвољено да остане када деца дођу. На крају она има дозволу да остане на фарми када су они тамо, али би требало да се брине о њима. Она игра Монопол са њима и не може а да не буде конкурентна и да их победи. Осећа се као конкубина или гувернанта.

### Морални поремећај
Тиг и Нел се селе на нову фарму. Почињу да узгајају поврће и узгајају животиње, прво кокошке, па паунове, краве, овце. Мештани их виде као градске људе који не познају сеоски начин живота, али им помажу. Једно од новорођених јагњади треба хранити ручно и држати у кући. Нел се веже за то. Када јагње одрасте, не прилагођава се животу са другим овцама и постаје агресивно према Тигу из љубоморе на Нел. Мора се убити. Враћајући се из кланице, Нел плаче и оптужује Тига да не жели да она има бебу.

### Бели коњ
Нелин пријатељ спасава стару малтретирану кобилу по имену Гледис и притиска Нел и Тига да је чувају. Пријатељ учи Нел да се брине о њој и да је јаше. Нелина сестра Лизи долази у посету, посебно када има неку од својих криза. Психијатар јој дијагностикује шизофренију и даје јој таблете које је чине тромом и апатичном. Он каже Нел да би било опасно открити њено стање Лизи. На крају се консултују са специјалистом и испостави се да је психијатар био надрилекар, а таблете непотребне и опасне. Лизи замера Нел што јој није рекла за дијагнозу. Поново постаје енергична и воли да трчи са Гледис. У међувремену, Нел остаје трудна, али то још никоме не говори. Једне ноћи бела кобила побегне из штале, отрча на улицу и убије је аутомобил; Нел се осећа кривом. Гледајући у будућност, читалац сазнаје да Лизине кризе на крају престају, да се она удаје и да се Нел и Тиг враћају у град.

### Ентитети
Нел и Тиг су продали своју фарму и вратили се да живе у Торонту. Њихов агент за некретнине, Лили, је старија госпођа, преживела из немачког концентрационог логора. Уз њену помоћ проналазе лепу малу кућу, а касније и већу. Уна је у међувремену постала непријатељски расположена и оптужује Тига да је богат и да крије свој новац како би избегао да јој плаћа алиментацију. Њено здравље је нарушено и није у стању да ради, мора да напусти кућу. Нел, користећи мало наследство, купује кућу и дозвољава Уни да тамо живи за номиналну кирију како би свима олакшала ствари. Али Уна је и даље несрећна, њено здравље се додатно погоршава, па њени синови проналазе мали стан који јој више одговара. На дан када ће кућа бити показана могућим купцима, Тигова и Унина деца проналазе Уну мртву на поду. Старији син мора да разбије прозор да би ушао; посече ногу и много крвари. После овога, Лили је уверена да у кући постоји зло. Ово се касније сматра првим знаком Алцхајмерове болести. Позива се медиј и каже да неки "ентитети" улазе на место где је била крв. Она прави амајлију да помери ову улазну тачку напоље у башту. Касније Нел то прича новим власницима куће којима је то забавно.

### Лабрадорски фијаско
Нел посећује родитеље. Њен отац је доживео мождани удар и само делимично се опоравио. Некада је био веома активан, али сада дане проводи у неактивности. Нелина мајка му чита књигу о осуђеној на пропаст истраживачкој мисији Хабарда и Воласа. Он одлично познаје причу и коментарише грешке које су направили. Касније има још један мождани удар који му одузима краткорочно памћење. У његовом уму, невоља истраживача, који очајнички покушавају да пронађу пут до куће, комбинује се са његовом жељом да се врати „кући“, односно стање ствари које су биле пре удара.

### Момци у лабораторији
Ову причу ауторка је испричала у првом лицу. Она брине о својој деведесетогодишњој мајци, гледа старе фотографије и покушава да реконструише приче иза њих. Њен отац је радио истраживање у ентомологији у лабораторији за дрвеће у шуми. Међу његовим помоћницима, заједничким именом „дечаци из лабораторије“, била су два младића по имену Кам и Реј. Чинило се да их је њена мајка посебно волела. Она каже да је Кам умро од неодређене болести. Још један од дечака је дошао из Индије. Није знао колико ће услови бити тешки и дошао је са тениским рекетом и лепом одећом. Ауторка покушава да замисли каква су њена осећања могла да буду и покушава да исприча причу Каму и Реју.